# Anna Gasper
Anna Gasper (* 3. Januar 1997 in Köln) ist eine deutsche Fußballspielerin. Die Mittelfeldspielerin steht seit Januar 2023 bei Benfica Lissabon unter Vertrag.

## Karriere

### Vereine
Gasper startete ihre Karriere 2002 in der Bambini-Mannschaft des DJK Südwest Köln. Dort durchspielte sie bis zur C-Jugend im Sommer 2011 sämtliche Mannschaften, bevor sie zur Saison 2011/12 in die Jugendabteilung von Bayer 04 Leverkusen wechselte.
Ab 2012 spielte sie mit Leverkusens B-Juniorinnen in der in dieser Spielzeit erstmals ausgetragenen B-Juniorinnen-Bundesliga West/Südwest. Mit 19 Treffern wurde sie in der Saison 2013/14 Torschützenkönigin dieser Liga. Am 13. Oktober 2013 (5. Spieltag) stand sie bei der 1:5-Niederlage gegen den 1. FFC Turbine Potsdam erstmals im Kader der ersten Mannschaft und feierte in diesem Spiel auch ihr Bundesligadebüt, als sie in der 70. Minute für Turid Knaak in die Partie kam. Am 16. Februar 2014 stand sie im Auswärtsspiel beim MSV Duisburg erstmals in der Startelf und wurde zur Spielzeit 2014/15 in den Bundesliga-Kader der Leverkuserinnen aufgenommen. Am 7. September 2014 (2. Spieltag) erzielte sie beim 2:1-Auswärtserfolg gegen den FF USV Jena mit dem Treffer zum zwischenzeitlichen 2:0 ihr erstes Bundesligator.
Nach insgesamt 41 Liga- und fünf Pokaleinsätzen für Leverkusen wechselte Gasper zur Saison 2016/17 zum Ligakonkurrenten 1. FFC Turbine Potsdam, wo sie einen Zweijahresvertrag unterschrieb. Sie entwickelte sich dort zu einer Stammspielerin. Zu Beginn des Jahres 2020 nahm sie aus gesundheitlichen Gründen eine Auszeit bis zum Saisonende und wechselte dann auf Leihbasis zum österreichischen Zweitligisten FC Altera Porta – sie war bereits während der Auszeit aus privaten Gründen nach Wien gezogen.
Zur Saison 2022/23 wechselte sie zum Erstligisten FK Austria Wien wo sie von Beginn an eine Stammspielerin war und einige Tore erzielen konnte.
Im Januar 2023 wechselte Gasper zum portugiesischen Meister und UEFA-Women’s-Champions-League-Teilnehmer Benfica Lissabon in die Campeonato Nacional de Futebol Feminino. Ihr Debüt für Benfica gab sie am 5. März 2023 im Ligaspiel gegen Vilaverdense FC.  Am 16. April hatte sie im Meisterschaftsspiel gegen SC Braga ihr Startelfdebüt und schoss ihr erstes Tor in der 19' Spielminute für ihren neuen Klub. Kurze Zeit später gewann sie mit der Mannschaft den Portugiesischen Ligapokal, den sie auch am 1. Mai 2024 erneut gewann. Anna Gasper entwickelte sich auch bei Benfica zu einer Stammspielerin. Gasper feierte am 6. September 2023 ihr Debüt beim ersten UEFA-Women’s-Champions-League-Match gegen Cliftonville in der Qualifikation.

### Auswahlmannschaften
Gasper durchlief sämtliche Juniorinnen-Auswahlmannschaften des Fußballverbands Mittelrhein und nahm mit ihnen 2011 (U15), 2012 (U15, U17) und 2013 (U17) am Länderpokal teil. 2014 wurde sie erstmals in den Kader der U19-Nationalmannschaft berufen und gab am 22. Oktober 2014 bei der 1:2-Testspielniederlage gegen die schwedische Auswahl ihr Debüt im Nationaltrikot. Knapp ein Jahr später, am 17. September 2015, erzielte sie im EM-Qualifikationsspiel gegen die Auswahl Kasachstans ihr erstes Länderspieltor.
Im November 2016 erfolgte die erste Berufung in die Nationalmannschaft der Frauen.

## Erfolge
in Deutschland
- DFB-Hallenpokalsiegerin 2015 (mit Bayer 04 Leverkusen)
- Torschützenkönigin der B-Juniorinnen-Bundesliga West/Südwest 2013/14
- Mittelrhein-Pokalsiegerin 2012[13] mit den C-Juniorinnen von Bayer 04 Leverkusen

in Portugal
- Portugiesische Meisterschaft 2023[14] und 2024 (mit Benfica Lissabon)
- Portugiesischer Ligapokal 2023,[15] 2024[16] (mit Benfica Lissabon)
- Portugiesischer Supercup 2023 (mit Benfica Lissabon)
- Taça de Portugal 2024 (mit Benfica Lissabon)[17]

## Sonstiges
Anna Gasper bestand 2016 ihr Abitur am Landrat-Lucas-Gymnasium und begann nach ihrem Wechsel nach Potsdam ein Studium zur Polizeikommissarin. Sie gehörte zur Sportfördergruppe der Landespolizei Brandenburg am Olympiastützpunkt Brandenburg. Ihr Bruder Michael Gasper ist Tanzoffizier der Tanzgruppe „Zunft-Müüs“, der Tanzgruppe des Kölner Traditionsverein Fidele Zunftbrüder von 1919 und ihr Bruder Simon Gasper war Kommandant und Tanzoffizier der KG Sr. Tollität Luftflotte und ist Teammanager von Fortuna Köln.